# Witoldów (powiat skierniewicki)
Witoldów – wieś w Polsce położona w województwie łódzkim, w powiecie skierniewickim, w gminie Głuchów.
W latach 1975–1998 miejscowość administracyjnie należała do województwa skierniewickiego.